# Maika Molesi
Maika Kenneth Molesi (né le 26 juillet 1981) est un footballeur samoan-américain.

## Clubs
Molesi infiltre les rangs des Lions en 2002 où il a la possibilité de jouer avec Lisi Leututu ou encore Sulifou Faaloua. Il ne remporte aucun titre et décide de s'en aller pour le Konica Machine et il remporte le titre de champion des Samoa américaines 2007.

## International
Maika joue sa première sélection le 10 mai 2004 face aux Samoa et une défaite 4-0. Il fait encore sept matchs mais l'équipe des Samoa américaines perd sur des scores fleuves et ne se qualifie pas aux Coupe du monde 2006 et 2010. Il espère être sélectionné pour jouer les qualifications à la Coupe du monde 2014.

## Palmarès
- Championnat des Samoa américaines de football : 2007